# Czesław Porębski
Czesław Porębski, né en 1945 est un philosophe et universitaire polonais.

## Biographie
Czesław Porębski est diplômé en droit (1969) et en philosophie (1973) de l'université Jagellonne de Cracovie ; il a obtenu son doctorat à l'université de Łódź (1975), et son habilitation à l'université Jagellonne (1987).
Il est d’abord assistant de Konstanty Grzybowski à l'université Jagellonne (département d'histoire des doctrines politiques et juridiques), puis en 1972-1973 à l'université de Łódź, au département d'éthique dirigé par Ija Lazari-Pawłowska.
De 1973 à 2005 il est à l’Académie d'économie de Cracovie au  département de philosophie (où il soutient sa thèse rédigée sous la direction d'Adam Węgrzecki). 
De 1999 à 2004, il est en même temps professeur de philosophie sociale et politique à l'Académie internationale de philosophie au Liechtenstein, dont il est vice-recteur de 2000 à 2004. 
Il devient ensuite chef du département de philosophie de l'Institut d'études européennes de l'université Jagellonne et enseigne à l'École supérieure européenne Józef Tischner.
Il est également chargé de cours (professeur invité), entre autres des universités de Graz, Trente et de Fribourg, en Suisse. 
Engagé dans la philosophie sociale, la théorie de la valeur et l'éthique. 
Il est membre du conseil d'administration du Centre pour la pensée politique (OMP) à Cracovie et des comités de rédaction de "Civitas" (Académie polonaise des sciences, Varsovie) et "Perspectives éthiques" (Leuven).